# USS Wyoming (SSBN-742)
El USS Wyoming (SSBN-742) es el decimoséptimo submarino de la clase Ohio y el cuarto navío de la Armada de los Estados Unidos llamado Wyoming.
El contrato de construcción se firmó con General Dynamics Electric Boat en Groton, Connecticut el 18 de octubre de 1989 y su quilla se colocó el 8 de agosto de 1991. Fue botado el 15 de julio de 1995; siendo la madrina del acto por la Sra. Monika B. Owens. El submarino fue entregado a la Armada el 20 de junio de 1996 y entró en servicio el 13 de julio de 1996, con el capitán Randall D. Preston al mando de la tripulación azul y el comandante Seth F. Paradise al mando de la tripulación dorada.
La Armada de los Estados Unidos confirmó que el Wyoming estaba de prácticas en la costa de Long Island, Nueva York durante la tarde del 17 de julio de 1996, pero no tuvo relación alguna con el vuelo 800 TWA.
El 26 de julio, el Wyoming llegó a la base naval Kings Bay, siendo el noveno submarino en alojarse en Kings Bay, donde sirve hoy en día en las patrullas disuasorias.